# Spermophorides simoni
Spermophorides simoni là một loài nhện trong họ Pholcidae. Loài này có ở Corse.